# 米凯尔·特尔文
米凯尔·特尔文（瑞典語：Michael Thelvén，1961年1月7日—），瑞典男子冰球运动员，1978年开始职业生涯。他曾代表瑞典参加1984年冬季奥林匹克运动会冰球比赛，获得一枚铜牌。